# آنیل گوزوتوک
آنیل گوزوتوک (انگلیسی: Anil Gözütok؛ زادهٔ ۲۷ اکتبر ۲۰۰۰) بازیکن فوتبال است.